# Шардань
Шардань (Шарданка) — река в России, протекает в Яранском и Кикнурском районах Кировской области. Устье реки находится в 270 км по левому берегу реки Большая Кокшага. Длина реки − 23 км, площадь водосборного бассейна — 130 км².
Исток реки у нежилой деревни Новая Инда юго-западнее села Лом (Кугальское сельское поселение) и в 16 км к северо-западу от Яранска. Исток находится неподалёку от истока Шошмы, здесь проходит водораздел между бассейнами Вятки и Большой Кокшаги. Река течёт на запад, протекает село Беляево и несколько небольших деревень. Притоки — Чумоскваш (левый), Москанер (правый). Впадает в Большую Кокшагу у села Турусиново в 7 км к северо-востоку от посёлка Кикнур.

## Данные водного реестра
По данным государственного водного реестра России относится к Верхневолжскому бассейновому округу, водохозяйственный участок реки — Волга от Чебоксарского гидроузла до города Казань, без рек Свияга и Цивиль, речной подбассейн реки — Волга от впадения Оки до Куйбышевского водохранилища (без бассейна Суры). Речной бассейн реки — (Верхняя) Волга до Куйбышевского водохранилища (без бассейна Оки).
Код объекта в государственном водном реестре — 08010400712112100000534.